# Ґаювка-Весь
Гаювка-Весь (пол. Gajówka-Wieś) — село в Польщі, у гміні Далікув Поддембицького повіту Лодзинського воєводства.
Населення — 235 осіб (2011).
У 1975-1998 роках село належало до Серадзького воєводства.

## Демографія
Демографічна структура станом на 31 березня 2011 року:
|          | Загалом | Допрацездатний вік | Працездатний вік | Постпрацездатний вік |
| -------- | ------- | ------------------ | ---------------- | -------------------- |
| Чоловіки | 115     | 24                 | 78               | 13                   |
| Жінки    | 120     | 21                 | 68               | 31                   |
| Разом    | 235     | 45                 | 146              | 44                   |